# Sánchez Carrión (tỉnh)
Tỉnh Sánchez Carrión (tiếng Tây Ban Nha: Provincia de Sánchez Carrión) là một tỉnh thuộc vùng La Libertad của Peru. Tỉnh Sánchez Carrión có diện tích 2486 kilômét vuông, dân số thời điểm theo điều tra dân số ngày 11 tháng 7 năm 1993 là 108300 người. Tỉnh lỵ đóng ở Huamachuco.